# Plou, Cher

Plou este o comună în departamentul Cher, Franța. În 1 ianuarie 2022 avea o populație de 533 de locuitori.